# Rue Brichaut
Pour les articles homonymes, voir Brichaut.
La rue Brichaut (en néerlandais : Brichautstraat) est une rue bruxelloise de la commune de Schaerbeek qui va de la rue des Palais (place Liedts) à la rue de la Poste.

## Histoire et description
Cette rue porte le nom de deux frères, hommes politiques schaerbeekois et industriels, Fidèle Amand Constant Brichaut, né à Bruxelles le 10 septembre 1792 et décédé à Schaerbeek le 14 juillet 1869 et Pierre Joseph Brichaut, né à Bruxelles le 7 mars 1791 et décédé à Schaerbeek le 22 septembre 1863.
La numérotation des habitations va de 1 à 67 pour le côté impair, et de 2 à 48 pour le côté pair.

## Adresses notables
- no 2 : Anciennement : Justice de Paix (bâtiment détruit en 2010)
- no 7 : Vitala
- no 30 : Sœurs de Saint Vincent de Paul

## Voies d'accès
- arrêt Liedts du tram 25
- arrêt Liedts du tram 55
- arrêt Liedts du tram 93